# Франц Ґьошке
Франц Ґьошке (нім. Franz Goeschke (Göschke)); (1844 — 1912) — німецький садівник, директор садівництва та голова Королівського прусського помологічного інституту в Проскау. Його батько, Ґотліб Ґьошке (1818-1898), також був відомим садівником.
Франц Ґьошке був провідним експертом у вирощуванні полуниці. Йому приписують створення близько тридцяти нових сортів полуниці, включаючи колись популярний сорт Erdbeere Königin Luise (полуниця «Королева Луїза»), який він вперше представив у 1905 році.

## Вибрані публікації
- Die rationelle Spargelzucht (Раціональне вирощування спаржі ), 1882.
- Die Haselnuss, ihre Arten und ihre Kultur ( Лісові горіхи, види та сорти), 1885.
- Das Buch der Erdbeeren (Книга полуниць), 2-е видання 1888.
- Der Hausgarten auf dem Lande (Сад у сільській місцевості), 1899.
- Einfassungspflanzen (Ґрунтопокривні рослини), 1900.
- Einträgliche Spargelzucht (Прибуткове вирощування спаржі), 1904 рік.
- The hazel, (Ліщина), 1922; англійський переклад творів Ґьошке та Карла Коха.